# Calcio
El calcio (del latín calx, calis, cal) es un elemento químico, de símbolo Ca y de número atómico 20. Su masa atómica es 40,078 u. El calcio es un metal blando, grisáceo, y es el quinto más abundante en masa de la corteza terrestre. También es el ion más abundante disuelto en el agua de mar, tanto como por su molaridad y como por su masa, después del sodio, cloruros, magnesio y sulfatos.
Se encuentra en el medio interno de los organismos como ion calcio (Ca2+) o formando parte de otras moléculas; en algunos seres vivos se halla precipitado en forma de esqueleto interno (huesos de los vertebrados) o externo (concha de los moluscos). Los iones de calcio actúan de cofactor en muchas reacciones enzimáticas, intervienen en el metabolismo del glucógeno y, junto al potasio y el sodio, regulan la contracción muscular. El porcentaje de calcio en los organismos es variable y depende de las especies, pero por término medio representa el 2,45 % en el conjunto de los seres vivos; en los vegetales, solo representa el 0,007 %.
En el habla vulgar se utiliza la voz calcio para referirse a sus sales por ejemplo, esta agua tiene mucho calcio; en las tuberías se deposita mucho calcio, etc.

## Características principales
El calcio es un metal alcalinotérreo, arde con llama roja formando óxido de calcio. Las superficies recientes son de color blanco plateado pero presenta un cambio físico rápidamente, cambiando a un color levemente amarillo expuestas al aire y en última instancia grises o blancas por la formación de hidróxido al reaccionar con la humedad ambiental. Reacciona violentamente con el agua en su estado de metal (proveniente de fábrica) para formar hidróxido de calcio (Ca(OH)2) desprendiendo hidrógeno.

## Isótopos
El calcio tiene cinco isótopos estables, de los cuales el 40Ca es el más abundante (97 %). El 40Ca y el 40Ar son productos de la desintegración del 40K, pero mientras que el segundo se ha usado para la datación en geología, la prevalencia del isótopo 40Ca en la naturaleza ha impedido hacer lo mismo con el calcio.
A diferencia de otros isótopos cosmogénicos producidos en la atmósfera terrestre, el 41Ca se produce por activación neutrónica del 40Ca, de este modo se sintetiza en las capas más superficiales del suelo, en las que el bombardeo de neutrones es suficientemente intenso. Además de esto, el 41Ca ha recibido la atención de los científicos porque se desintegra en 41K, un indicador crítico de las anomalías del sistema solar.

## Historia
El calcio fue descubierto en 1808 por Humphry Davy mediante electrólisis de una amalgama de mercurio y cal. Davy mezcló cal humedecida con óxido de mercurio que colocó sobre una lámina de platino, el ánodo, y sumergió una parte del mercurio en el interior de la pasta para que hiciera de cátodo; por electrólisis obtuvo una amalgama que, destilada, dejó un residuo sólido muy oxidable, aunque ni siquiera el mismo Davy estaba muy seguro de haber obtenido calcio puro; con posterioridad Bunsen en 1854 y Matthiessen en 1856 obtuvieron el metal por electrólisis del cloruro de calcio, y Henri Moissan obtuvo calcio con una pureza del 99 % por electrólisis del yoduro. A principios del siglo XX el calcio solo se obtenía en laboratorio.

## Abundancia y obtención
Es el quinto elemento en abundancia en la corteza terrestre (3,5 % en peso) pero no se encuentra solo, sino formando compuestos con gran interés industrial como los carbonatos (minerales como calcita y dolomita o rocas como el mármol, la caliza y la dolomía) o el sulfato cálcico (yeso, alabastro) a partir de los cuales se obtienen la cal viva, la escayola, el cemento, etc.; otros minerales que lo contienen son fluorita (CaF2) y apatito (fosfato).
El metal se aísla por electrólisis del cloruro de calcio (CaCl2, subproducto del proceso Solvay) fundido:
- cátodo:    {\displaystyle {\ce {Ca^2+ + 2e- -> Ca}}}
- ánodo:   {\displaystyle {\ce {2Cl- -> Cl2(g) + 2e-}}}

## Aplicaciones
El calcio es un agente reductor en la extracción de otros metales como el uranio, circonio y torio, también es un desoxidante, desulfurizador, o decarburizador para varias aleaciones ferrosas y no ferrosas, es un agente de aleación utilizado en la producción de aluminio, berilio, cobre, plomo y magnesio y tiene aplicaciones en muchos productos lácteos o medicamentos para el refuerzo de los huesos. La falta de calcio en los huesos humanos facilita la aparición de enfermedades como la osteoporosis.
El óxido de calcio (CaO) se produce por descomposición térmica de la caliza, roca rica en carbonato de calcio, en altos hornos, aplicando un proceso de lecho continuo. El óxido, llamado cal viva, es ampliamente usado en la construcción. También se utiliza en arcos de luz de alta intensidad (luz de cal) a causa de sus características espectrales poco usuales y como agente deshidratante industrial. La industria metalúrgica hace amplio uso del óxido durante la reducción de aleaciones ferrosas.
El hidróxido de calcio (Ca(OH)2), llamado cal apagada, tiene muchas aplicaciones en donde el ion hidroxilo es necesario. En el proceso de apagado del óxido de calcio, el volumen de cal apagada se expande al doble que la cantidad de cal viva inicial, hecho que lo hace útil para romper roca o madera.

## Función biológica
Además de su función en la construcción y mantenimiento de huesos y dientes, el calcio también tiene numerosas funciones metabólicas.
Afecta la función de transporte de las membranas celulares, actuando como un estabilizador de la membrana. También influye en la transmisión de iones a través de las membranas, y la liberación de neurotransmisores. Se requiere calcio en la trasmisión nerviosa y en la regulación de los latidos cardíacos. El equilibrio adecuado de los iones de calcio, sodio, potasio y magnesio mantiene el tono muscular y controla la irritabilidad nerviosa.
El calcio actúa como mediador intracelular cumpliendo una función de segundo mensajero; por ejemplo, el ion Ca2+ interviene en la contracción de los músculos y es imprescindible para la coagulación de la sangre. El principal almacén de calcio dentro de las células es el retículo endoplasmático. También está implicado en la regulación de algunas enzimas quinasas que realizan funciones de fosforilación, por ejemplo la proteína quinasa C (PKC), y realiza unas funciones como cofactor enzimático similares a las del magnesio en procesos de transferencia de fosfato (por ejemplo, la enzima fosfolipasa A2). Además, diversos estudios apuntan a que el calcio también podría ser una señal de apoptosis, a través de la excesiva recaptación del ion en la mitocondria y, por tanto, dando lugar a una generación de estrés oxidativo.
Algunas de sus sales son bastante insolubles, por ejemplo el sulfato (CaSO4), carbonato (CaCO3), oxalato, etc. y forma parte de distintos biominerales. Así, en el ser humano, está presente en los huesos como hidroxiapatito cálcico (Ca10(OH)2(PO4)6).
El calcio interviene en la formación de las placas de algunas arteriosclerosis.

### Calcio esquelético
El calcio esquelético, es decir, el almacenado en los huesos, tiene un componente relativamente no intercambiable, que es estable, y un componente rápidamente intercambiable, el cual participa en las actividades metabólicas. El componente intercambiable puede considerarse una reserva que se acumula cuando la dieta proporciona una ingesta adecuada de calcio. Se almacena principalmente en los extremos de los huesos largos y se moviliza para satisfacer el aumento de las necesidades de crecimiento, del embarazo y de la lactancia. En ausencia de dicha reserva, el calcio debe sustraerse de la misma reserva ósea; si la ingesta inadecuada de calcio se prolonga resulta en una estructura ósea deficiente. El calcio se presenta en los huesos bajo la forma de hidroxiapatita, una estructura cristalina que consiste de fosfato de calcio que se organiza alrededor de una matriz orgánica de proteína colagenosa para proporcionar fuerza y rigidez. Muchos otros iones se presentan, como flúor, magnesio, Zinc y sodio. Los iones minerales se difunden dentro del líquido extracelular, bañando los cristales y permitiendo el depósito de nuevos minerales. Los mismos tipos de cristales se presentan en el esmalte y la dentina de los dientes, allí hay poco intercambio de minerales y el calcio no está disponible con facilidad para los periodos de deficiencia.
En el proceso de formación y remodelación ósea participan las células osteclásticas (células de resorción ósea) y los osteoblastos (células formadoras), controladas a su vez, por diversas hormonas sistémicas (parathormona y calcitonina), el estado nutricional de vitamina D y factores reguladores de crecimiento. (El calcio también ayuda a fortalecer los huesos con micro-fracturas )

### Calcio sérico
Este calcio consta de tres fracciones distintas: calcio libre o ionizado, calcio aniónico que se une a fosfatos y calcio unido a proteínas, principalmente albúmina o globulina. El calcio ionizado es el que realiza la mayoría de funciones metabólicas. Su concentración está controlada principalmente por la parathormona, la calcitonina y la vitamina D. El calcio sérico se mantiene en niveles muy estrechos de 8,8 a 10,8 mg/dL.

### Absorción y excreción
El calcio se absorbe a lo largo del tracto gastrointestinal, principalmente en el duodeno. La absorción ocurre por dos métodos principales: un sistema de transporte saturable, activo, ocurre en duodeno y yeyuno proximal y controlado mediante la acción de la vitamina D3 (vitamina D activa), que actúa como una hormona y aumenta la captación de calcio en el cepillo de las células de la mucosa intestinal al estimular la producción de una proteína que se une al calcio intracelularmente llamada calbindina que lleva del extremo luminal al baso lateral el calcio manteniendo las concentraciones internas bajas, aumenta también la exposición de canales luminares TRPV 5/6 (de calcio) y basolateralmente contratransportadores activos secundarios de Na/ca llamados NCX, así como la bomba activa primaria de calcio PMCK 1b que bombea basalmente, calcio. Estudios indican que favorece el pasaje paracelular de calcio, demostrándose que en presencia de vitamina D se absorbe un 65 % más de calcio (estudios realizados en número igual de pacientes medicados con y sin vitamina D).
Un segundo mecanismo de transporte es pasivo, no saturable e independiente de la vitamina D, ocurre a lo largo de todo el intestino. El calcio solo se absorbe si está en una forma hidrosoluble y no se precipita por otro componente de la dieta como los oxalatos.
Diversos factores influyen de manera favorable en la absorción de calcio, entre ellos: la vitamina D en su forma activa, pH ácido, la lactosa (azúcar de la leche). Existen otros que disminuyen la absorción como la carencia de vitamina D, el ácido oxálico (contenido en el ruibarbo, espinaca, acelgas), el ácido fítico (compuesto que contiene fósforo y se encuentra en las cáscaras de los granos de cereales), la fibra dietética, medicamentos, malabsorción de grasas y el envejecimiento.
Normalmente la mayor parte del calcio que se ingiere se excreta en las heces y la orina en cantidades iguales aproximadamente. La excreción urinaria del calcio varía a través del ciclo vital y con la velocidad del crecimiento esquelético. El calcio fecal se correlaciona con la ingesta.
La ingesta de cafeína y teofilina también se relacionan con la excreción de calcio, pero sobre todo se excreta calcio por un excesivo consumo de proteínas.
Las pérdidas cutáneas ocurren en la forma de sudor y exfoliación de la piel. La pérdida de calcio en el sudor es de aproximadamente 15 mg/día. La actividad física extenuante con sudoración aumenta las pérdidas, incluso en las personas con bajas ingestas.
La inmovilidad del cuerpo por reposo en cama por tiempo prolongado también aumenta las pérdidas de calcio en respuesta a la falta de tensión sobre los huesos.

### Deficiencia de calcio
Cuando la deficiencia es a largo plazo y desde etapas tempranas de la vida, puede causar entre otras consecuencias:
- Deformidades óseas: entre ellas la osteomalacia, raquitismo y osteoporosis. La osteoporosis es un trastorno metabólico en el que la masa ósea se reduce con cambios en la composición corporal, conduciendo a un riesgo incrementado para fracturas con la más mínima tensión. Los factores de riesgo son diversos incluyendo deficiente captación de calcio, o poca ingesta de calcio durante los periodos máximos de crecimiento, poca actividad física, alto consumo de café, bebidas gaseosas tipo cola y cigarrillos entre otros. La osteomalacia suele relacionarse con una deficiencia de vitamina D y un desequilibrio coincidente en la captación de calcio y fósforo. Se caracteriza por una incapacidad para mineralizar la matriz ósea. Lo que resulta en una reducción del contenido mineral del hueso. La deficiencia de calcio también puede conducir al raquitismo, una enfermedad relacionada con la malformación de los huesos en niños, debido a una mineralización deficiente de la matriz orgánica. Los huesos raquíticos no pueden sostener el peso y tensión ordinaria, que resultan en un aspecto de piernas arqueadas, rodillas confluentes, tórax en quilla y protuberancia frontal del cráneo.
- Tetania: niveles muy bajos de calcio en la sangre aumentan la irritabilidad de las fibras y los centros nerviosos, lo que resulta en espasmos musculares conocidos como calambres, una condición llamada tetania.
- Otras enfermedades: hipertensión arterial, hipercolesterolemia, cáncer de colon y recto.

### Toxicidad
Una ingesta elevada de calcio y la presencia de un elevado nivel de vitamina D, puede constituir una fuente potencial de hipercalcemia, es posible que esto favorezca a la calcificación excesiva en huesos y tejidos blandos. También estas ingestas elevadas interfieren con la absorción de hierro, lo mismo para el zinc.

### Requerimientos dietéticos humanos recomendados
| Grupo de edad           | Cantidad de calcio recomendada[cita requerida] |
| ----------------------- | ---------------------------------------------- |
| Lactantes-6 meses       | 400 mg                                         |
| 6-12 meses              | 600 mg                                         |
| 1-10 años               | 800-1200 mg                                    |
| 11-18 años              | 1200-1500 mg                                   |
| 25-30 años              | 1000 mg (mujeres) 800 mg (varones)             |
| Mujeres posmenopáusicas | 1000-1500 mg                                   |